# Cshö Szongjong
Cshö Szongjong (hangul: 최성용, handzsa: 崔成勇, RR: Choi Sung-yong; Maszan, 1975. december 25. –) dél-koreai válogatott labdarúgó.

## Pályafutása

### Klubcsapatban
1997-ben a Kimcshon Szangmu csapatában kezdte a pályafutását. 1999 és 2000 között Japánban, a Vissel Kobe játékosa volt. 2000 és 2002 között Ausztriában a LASK Linz együttesében játszott. 2002 és 2006 között a Szuvon Samsungot erősítette. 2006-ban a japán Jokohama FC, 2007-ben az Ulszan Hyundai tagja volt. 2008 és 2010 között a japán Thespakusatsu Gunma játékosa volt.  

### A válogatottban
1995 és 2003 között 61 alkalommal játszott a dél-koreai válogatottban és 1 gólt szerzett. Tagja volt az 1996. évi nyári olimpiai játékokon szereplő válogatott keretének és részt vett az 1998-as és a 2002-es világbajnokságon, a 2000-es Ázsia-kupán, a 2001-es konföderációs kupán és a 2002-es CONCACAF-aranykupán.

## Sikerei, díjai
Dél-Korea
- Ázsia-kupa bronzérmes (1): 2000